# Zwei ungleiche Freunde
Zwei ungleiche Freunde ist ein französischer Spielfilm aus dem Jahr 2005 mit Gérard Depardieu und Jean-Paul Rouve in den Hauptrollen, Annie Girardot ist in einer Nebenrolle zu sehen. Die Komödie entstand unter der Regie von Olivier Nakache und Éric Toledano, die zuvor nur Kurzfilme gedreht hatten. Kinopremiere war am 23. Februar 2005 in Frankreich.

## Handlung
Claude ist ein Mann ohne Rückgrat und dazu noch krankhaft schüchtern, depressiv und ein Hypochonder. Als eingefleischter Junggeselle hat er sich mit dem Alleinsein eigentlich abgefunden – bis er auf der Hochzeit seines Bruders unverhofft den mitteilungsfreudigen Serge kennenlernt, einen charmanten Abenteurer und zweifachen Vater. So verschieden sie auch sind, sie werden Freunde und gehen fortan gemeinsam auf die Pirsch. Serge hat die schlechte Angewohnheit, sich uneingeladen bei Hochzeitsfeiern wildfremder Leute einzuschleusen, um einsame Frauenherzen zu erobern. Als er sich mit Claude eines Tages mal wieder durch die Einlasskontrolle einer Hochzeitsgesellschaft mogelt, verliebt sich der zurückhaltende Claude Hals über Kopf in die Braut Manon.
Liebeskummer quält ihn, bis Serge über eine Bekannte erfährt, dass Manon nach einem Ehestreit Paris verlassen hat und nach New York geflogen ist. Serge, der weiß, wie sehr sich Claude über diese Nachricht freuen wird, organisiert für seinen Freund eine Reise dorthin. Claude ist seinem Ziel schon recht nah, als er seine Angebetete in der Millionenmetropole wiedertrifft; denn Manon hat nichts gegen weitere Treffen einzuwenden. Aber bereits die erste Verabredung verläuft für Claude enttäuschend, da Manons Ehemann ihr überraschend nachgereist ist und alles auf eine Versöhnung der beiden hindeutet. So muss Claude das Lokal unverrichteter Dinge wieder verlassen. Aber Serge ist zur Stelle und erweist sich als echter Kumpel und Seelentröster in der Not. Sie nutzen den Auslandsaufenthalt für eine Stadtrundfahrt und beschließen, ihr Leben zu ändern. Auch in Zukunft wollen sie die Hürden des Lebens gemeinsam meistern.

## Hintergrund
Gedreht wurde der Film in Paris und in New York. Das Budget betrug 5,33 Mio. Euro.
Die Szene, in der Serge ein milderes Shampoo verlangt, könnte eine Anspielung auf den zuvor gedrehten Film RRRrrrr!!! der beiden Hauptdarsteller sein, in dem Steinzeitmenschen die Kunst des Haarewaschens entdecken.
Zwei Alternativtitel für die deutsche DVD-Version lauten Just Friends – 2 ungleiche Freunde und Die Draufgänger.
Der Film wurde in Deutschland am 4. Januar 2007 auf DVD veröffentlicht.

## Kritiken
Das Lexikon des internationalen Films nennt den Film eine „amüsante und gut besetzte Komödie, die sich zum Porträt einer ungewöhnlichen Männerfreundschaft entwickelt“.
Wer das Komödiantenpaar Depardieu/Richard aus den 1980er Jahren kennt, wird hier schnell Parallelen feststellen. Pierre Richard wurde durch den Komiker und Filmneuling Jean-Paul Rouve ersetzt.